# Křesťanská teologie
Křesťanská teologie se zabývá vědeckým rozborem pramenů víry (biblická teologie a historická teologie), jejich systematickou analýzou a snahou o verbalizaci (systematická teologie a fundamentální teologie) a praxi této víry (pastorální teologie). Vědecké zkoumání veškeré skutečnosti světa a člověka v perspektivě Zjevení se na Západě prosadilo ve 12. století. Nauka víry byla do té doby chápana jako protiklad teologie – ve smyslu všeobecného označení falešné pohanské nauky o Bohu. Svatý Augustin na adresu teologie uvedl:  „… a proti ní je křesťanská nauka o Bohu a Kristu 'pravou teologií a filozofií' “.

## Hledisko používání pojmu teologie v raném středověku

### Augustinova metoda použití pojmu teologie
Augustin zmiňuje trojí používání termínu teologie: 1. mytická teologie básníků, 2. politická teologie (to znamená také státní ideologie), a 3. filozofická nauka o Bohu. Řeč o Bohu, která je poznamenaná filozoficky interpretovaným mýtem (Platón, pol. 379) tvoří u Aristotela jako teologie jednu ze tří filozofických věd po matematice a fyzice.

### Recepce "teologie" jako odborného termínu
Recepce "teologie" jako odborného termínu se uskutečnila na pozadí podstatné změny ve významu obou součástí tohoto pojmu, Theos se v protikladu k predikativnímu užití v řecko - římské mytologii stává označením Boha biblického Zjevení, který je sám o sobě osobou a subjektem. Theos se stává jménem oné osobní skutečnosti, která stojí vůči světu jako Stvořitel (Gn 1,1), jako původně nositel dějin spásy (Ex 3, 14) a v Novém zákoně se zjevuje jako Otec, Syn a Duch (Gal 4,4, - 6, Mt 28,10 a jinde). Řeč o Bohu je proto také explikací Božího Logu (Jan 1,14) tím, že Bůh, který je každému myšlení nedostižný, se sám vyslovuje ve SLOVÉ a v Duchu (Klement Alexandrijský, Origenes), U Athanasia, Basila z Cesareje, Řehoře Naziánského a Řehoře z Nyssy jsou důležitá rozlišení mezi teologií jako učení o theos, Otci jako původu božství a jeho jednotě se Synem a Duchem, to je nauka o imanentní Trojici) a oikonomia – nauka vtělení Slova a seslání Ducha, tj. soustředění na ekonomickou Trojici, na sebezpřístupnění Boha v dějinách spásy. U Eusebia z Cesareje je označení "církevní teologie" užito pro pravou křesťanskou nauku o Bohu v protikladu k pohanství a heretickým pojetím. V 6. století rozlišuje Diónýsius Areaopagita mystickou symbolickou teologii, která s Bohem vnitřně sjednocuje, od vnějškové, demonstrativně-argumentační teologie. Afektivněji a existenciálněji zaměřený typ teologie vidí centrum spíše ve vůli a lásce (theologia cordis), v teologii intelektuálnější je těžištěm poznání (theologia intelektualis). Tomu odpovídá scholastická otázka, zda se má teologie řadit spíše mezi teoreticko – spekulativní vědy, podobně jako u teologů více orientovaných na Aristotelův vědecký ideál (Albert Veliký, Tomáš Akvinský) či v duchu augustiniánsko-františkánské tradice spíše mezi vědy praktické.

### Obsahové učení teologie
Obsahové určení teologie vychází z reflexe o její nutnosti jako funkce církve. Poslání církve zvěstovat evangelium všem lidem (Mt 28,19) zahrnuje i úkol zprostředkovat Zjevení odpovídající formou ve vyjadřování a dosvědčování, aby ho člověk mohl v daných duchovních, psychických a kulturních podmínkách přijmout. Teologie jako úsilí o teoretické osvojení a uplatnění Zjevení patří podstatně k univerzálnímu učitelskému úřadu církve.

#### Teologií rozumíme
1. Historickou teologii s úkolem hermeneutického a historického odkrytí vlastního záměru Božího vypovídání v normativních pramenech víry – Písmo, tradice, život a nauka církve)
2. Teoretickou či spekulativní teologii s úkolem pojmout víru v celkové souvislosti rozumu a přivést ji do plodného dialogu s přirozenou lidskou zkušeností reality, jak se reflektuje především ve filozofii, ale také v historických, sociálních a přírodních vědách
3. Praktickou teologii, která si klade za cíl promýšlet individuální a sociální formování křesťanského života v církvi a církve ve vztahu ke společnosti.